# Loch (Nümbrecht)
Loch ist ein Ortsteil von Nümbrecht im Oberbergischen Kreis im südlichen Nordrhein-Westfalen innerhalb des Regierungsbezirks Köln.

## Lage und Beschreibung
Der Ort liegt rund 3,5 km südlich von Nümbrecht und 4 km westlich von Waldbröl zwischen den Nümbrechter Ortsteilen Haan im Norden und Berkenroth im Süden. Er ist über die südlich verlaufende B 478 zu erreichen. Der Ort liegt in Luftlinie rund 4,65 km südöstlich vom Ortszentrum von Nümbrecht entfernt.

## Bilder

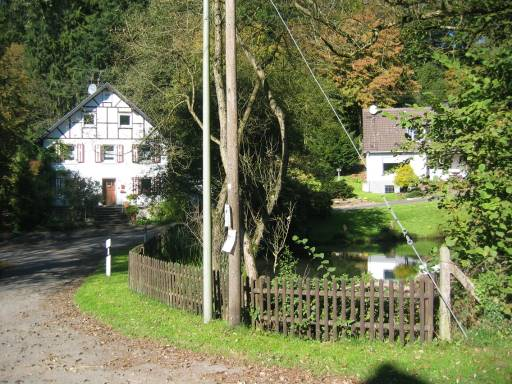
Ansicht Loch
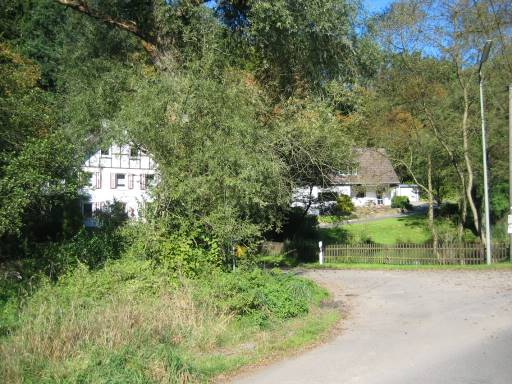
Ansicht Loch